# Al-Kunfuza
Al-Kunfuza (arab. القنفذة) - nadbrzeżne miasto położone w Arabii Saudyjskiej (prowincja Mekka).